# Praon thailandicum
Praon thailandicum är en stekelart som först beskrevs av Jaroslav Stary 2008.  Praon thailandicum ingår i släktet Praon och familjen bracksteklar. Inga underarter finns listade i Catalogue of Life.